# Viktors Jakovļevs
Viktors Jakovļevs; ur. 3 października 1963 – łotewski samorządowiec i polityk rosyjskiego pochodzenia, od 2011 poseł na Sejm XI kadencji. 

## Życiorys
W 1987 ukończył studia inżynieryjne w Ryskim Instytucie Politechnicznym im. A. Pelšego. Pracował m.in. jako inżynier w spółce samorządowej "Saimnieks" w Stopiņi, był także członkiem zarządu firmy "Alvit". W 2009 został wybrany radnym okręgowym w Stopiņi. Był asystentem posła na Sejm IX kadencji (2006–2010), następnie zaś bez powodzenia ubiegał się o mandat parlamentarzysty X kadencji. Posłem został w kwietniu 2011 po złożeniu mandatu przez Jurisa Silovsa. W wyborach w 2011 uzyskał reelekcję do parlamentu.